# Заверняев, Фёдор Михайлович
Фёдор Михайлович Заверняев (28 февраля 1919, Почеп — 18 июня 1994, Брянск) — брянский археолог и краевед, Заслуженный работник культуры РСФСР (1985).

## Биография
Ещё школьником познакомился с расстрелянными в 1937 бежицкими подвижниками-краеведами Н. И. Леляновым и И. Е. Благодатским. Знакомится с археологом К. М. Поликарповичем. В 1939 был призван в РККА, в сентябре 1941 с частью из Тегерана, где служил, был передислоцирован под Полтаву, где принял первое боевое крещение. Потом попал в окружение и плен. Был награждён Орденом Отечественной войны. В 1945 году возвращается в Почеп, начинает трудиться в краеведческом музее, позднее — в Брянском краеведческом музее. Постепенно втягивается в научную и практическую работу, самостоятельно и во взаимодействии с К. М. Поликарповичем, А. К. Амброзом, Б. А. Рыбаковым вышел в ряды известных археологов России. Закончил истфак МГУ.

## Научная деятельность
Открыл и исследовал получившие всемирную известность палеолитические стоянки Хотылёво 1 и Хотылёво 2, наиболее примечательные памятники долины реки Десны в районе села Хотылёво. Стоянка Хотылёво 1 является одним из древнейших памятников археологии в бассейне Десны и в центре Русской равнины и относится к эпохе Микулинского межледниковья. Здесь найдены многочисленные кремнёвые орудия (бифасы, остроконечники, скребла, ножи и др.) и следы их производства, кости ископаемых животных, залегающие в древних речных отложениях. Протяженность местонахождения — свыше 1 км вдоль берега Десны. Стоянка Хотылёво 2 (Кладбищенская балка) относится к развитой поре верхнего палеолита и датируется временем 23-24 тысячи лет назад. Обнаружены остатки жилищ, очагов, хозяйственных ям, кремнёвые орудия (ножи, скребки, резцы, наконечники, острия, изделия с притупленным краем и др.), костяные изделия (шилья, наконечники, лопаточки из ребер, заготовки орудий и поделок, украшения). Наиболее значимые находки — древнейшие на Русской равнине произведения искусства — статуэтки из бивня мамонта, большая часть которых изображает беременных женщин.

### 1000 лет Брянску
При раскопках селищ Чашина кургана и Покровской горы был доказательно установлен 1000-летний возраст Брянска, вызвавший ряд позитивных событий в истории города. За эту работу в канун празднования 1000-летия города в 1985 году Фёдору Михайловичу Заверняеву было присвоено почётное звание — Заслуженный работник культуры РСФСР.

### Публикации
- Археологические находки возле г. Почепа.// Краткие сообщения и исследования Института материальной культуры (КСИИМК). М., 1954. — Вып.53. — С. 143—144.
- Археологические раскопки в Почепе.// Брянский рабочий. Брянск, 1956 от 19 декабря.
- Раскопки почепского селища.// Брянский рабочий. Брянск, 1957 от 21 августа.
- Поселения мезолитического времени на Соже и Десне.// КСИИМК. М.,1957. — Вып.67. — С. 63-64.
- Неолитическая стоянка Черепеньки под Брянском.// КСИИМК. М., 1957. — Вып.67. — С. 65-70.
- Погар и его археологические памятники.// Брянский краевед. Брянск, 1957. — Вып.1. -С. 16-20.
- По следам древних культур.// Колхозная правда. Почеп, 1958, № 94(3226) от 8 августа, № 95(3227) от 10 августа.
- Ценная находка (в Почепе).// Брянский рабочий, Брянск, 1958. — № 169 от 28 августа.
- Брянщина в период Северной войны.// Брянский рабочий, Брянск, 1958, от 10 октября.
- Раскопки под Почепом.// Брянский рабочий, Брянск, 1958, № 238 от 21 ноября.
- По следам древних культур.// Советская Россия. М., 1959, № 204 от 30 августа.
- Шмидт Е. А., Заверняев Ф. М. Археологические памятники бассейна Верхней Десны.// Материалы по изучению Смоленской области. — Смоленск, 1959. Вып.3. — С. 186—219.
- Селища бассейна р. Судость. // Советская археология, 1960 — № 3.
- Поселения эпохи бронзы на Десне. // КСИА АН УССР. Киев, 1960. — вып.10, — С. 65-69.
- Почепское селище первых веков н. э. // Советская археология, 1960 — № 4.
- Хотылевское нижнепалеолитическое местонахождение. — Брянск: Брянский рабочий, 1961. — 28 стр.
- Новая находка нижнего палеолита на Верхней Десне // Советская археология. М., 1961. — № 1. — С. 243—247.
- Историко-археологические памятники Стародуба и его окрестностей.// Брянский краевед. Брянск, 1961. — Вып.2-3. — С. 30-41.
- Пеший и водный маршруты по археологическим и историческим местам р. Десны на территории Брянской области. // Брянский краевед. Брянск, 1961. — Вып.2-3. — С. 83-95.
- Древнейшие обитатели бассейна Судости.// Сельская новь. Почеп, 1962, № 109 от 11 ноября.
- Древние крепости земли Брянской.// Брянский рабочий. Брянск, 1962 от 16 ноября.
- Оберегайте памятники древности (стоянки, городища).// Брянский рабочий. Брянск, 1963 от 5 февраля.
- Обитатели первобытных лесов.// Брянский рабочий, Брянск, 1966 от 1 и 3 февраля.
- Почепское селище. // Материалы и исследования по археологии СССР, М., 1969, С. 88-118.
- Древние крепости земли Брянской.// Брянский рабочий, Брянск, 1969, от 16 ноября.
- Зарубинецкие памятники Верхнего Подесенья. // Древние славяне и их соседи. — М., 1970. — С. 23.
- Зарубинецкие памятники Верхнего Подесенья. // Материалы и исследования по археологии СССР. М.,1970. — № 176. — С.22-25.
- Заверняев Ф. М., Дозорцев С. С., Городков В. Н. Наша родная Брянщина. Учебное пособие по истории родного края предназначено для учащихся Брянской области в качестве дополнительного к основному учебнику по истории СССР. Брянск, 1970. — Ч. 1. С. 3-14.
- Археологические памятники. // Памятники истории и культуры Брянщины. Брянск, 1970. — С. 58-80.
- Новая верхнепалеолитическая стоянка в районе г. Брянска.// Археологические открытия в 1969 г. М., 1970. — С. 44-45.
- Археологические памятники Почепа.// Брянский рабочий. Брянск, 1971 от 31 октября.
- Нижнепалеолитическое местонахождение у с. Хотылево на Десне. // Палеолит и неолит СССР. — Л., 1971. — Т. 6. — С. 173—178.
- Нижнепалеолитическое местонахождение у с. Хотылево на Десне.// Материалы и исследования по археологии СССР. М., 1971. — № 173. — С. 173—178.
- Памятники каменного века в районе с. Хотылево на Десне // Бюллетень комиссии по изучению четвертичного периода. — М.: Наука, 1972. — № 39. — С. 89-98.
- Хотылевское палеолитическое местонахождение.// Советская археология. М., 1972. — № 1. — С. 233—242.
- Нуклеусы Хотылевского среднепалеолитического местонахождения. // Археология. Киев, 1973. — № 9. — С. 55-65. (на украинском языке)
- Новая верхнепалеолитическая стоянка на реке Десне.// Советская археология. — 1974. — № 4. — С. 142—161.
- Новая верхнепалеолитическая стоянка на реке Десне.// Брянский краевед. Брянск, 1974. — Вып. 7. — С. 267—277.
- Селище в устье р. Гасомы.// Раннесредневековые восточно-славянские древности. Л., 1974. — С. 126—131.
- В глубину истории.(Об изучении археологических памятников на Брянщине.// Брянский рабочий. Брянск, 1975 от 24 января.
- Находка учителей. Неолитическая стоянка у д. Макаричи Почепского района. // Брянский рабочий, 1976 от 11 июля.
- Археологические памятники Верхнего Подесенья.// Брянский краевед. Брянск, 1976. — Вып.8. — С. 44-52.
- Новые археологические находки в с. Хотылеве.// Брянский краевед. Брянск, 1976. — Вып.8. — С. 248—252.
- Кремнёвые заготовки среднепалеолитического местонахождения Хотылево.// Археология. Киев, 1977. — № 23. — С. 36-48. (на украинском языке)
- Антропоморфная скульптура Хотылевской верхнепалеолитической стоянки.// Советская археология. — 1978. — № 4. — С. 145—161.
- Хотылевское палеолитическое местонахождение. — Л.: Наука, 1978. — 123 стр.
- (Участие) У истоков искусства: Каталог выставки Государственного Эрмитажа. Л.,1979.
- Город моего детства.// Сельская новь. Почеп, 1980. — № 140.
- В жизнь вошло новое. Из истории прошлого Почепа.// Сельская новь. Почеп, 1980. — № 144 от 9 декабря.
- Гравировка на кости и камне Хотылевской верхнепалеолитической стоянки: (Брянская область). // Советская археология. М. 1981. — № 4. — С. 141—158.
- Улица моего детства.// Сельская новь. Почеп, 1983 от 11 октября; от 13 октября; от 18 октября.
- Мамонты в карьере.// Сельская новь. Почеп, 1983 от 30 июля.
- Брянское княжество.// Брянский рабочий. Брянск, 1983 от 15 декабря.
- О «длинных домах» Почепского селища.// Древнерусское государство и славяне. Материалы конференции, посвященной 1500-летию Киева. Минск, 1983. стр. 19.
- Обитали на Брянщине.// Брянский рабочий. Брянск, 1986 от 24 августа.
- Волжин городок.// Брянский рабочий. Брянск, 1988 от 6 мая.
- Соединяя эпохи (Новое в археологии Брянского края).// Калининградский университет. Калининград, 1988 от 12 сентября.
- Памятники древнего Почепа. // Сельская новь. Почеп, 1990. — № 9.
- Остатки жилищно-бытового и хозяйственного комплекса на Хотылевской верхнепалеолитической стоянке.// Российская археология. — 2000. — № 3. — С. 69-88.

## Архивы
- Заверняев Ф. М. Полевые дневники.// Фонды Брянского государственного объединённого краеведческого музея.